# Frank Pasquill
Frank Pasquill FRS (Trimdon, 8 de setembro de 1914 – 15 de outubro de 1994) foi um meteorologista inglês do Meteorological Office que trabalhou em sua carreira no campo da difusão atmosférica e micrometeorologia. Foi eleito membro da Royal Society em 1977.

## Livros
- F. Pasquill, Atmospheric Diffusion: The Dispersion of Windborne Material from Industrial and other

Sources, D. Van Norstand Company, Ltd., London, 1962.
- F. Pasquill, Atmospheric Diffusion: The Dispersion of Windborne Material from Industrial and other Sources, 2nd ed., D. Van Norstand Company, Ltd., London, 1974.
- F. Pasquill e F.B. Smith, Atmospheric Diffusion, 3. Ed., John Wiley & Sons, Ltd., New York, 1983.